# Aphis nigratibialis
Aphis nigratibialis är en insektsart. Aphis nigratibialis ingår i släktet Aphis och familjen långrörsbladlöss. Inga underarter finns listade i Catalogue of Life.